# Hydraena scintillabella
Hydraena scintillabella är en skalbaggsart som beskrevs av Perkins 1980. Hydraena scintillabella ingår i släktet Hydraena och familjen vattenbrynsbaggar. Inga underarter finns listade i Catalogue of Life.